# Омисима
Омисима (Оми-Сима, яп. 大三島) — японский остров, расположен во Внутреннем Японском море, между крупными островами Хонсю и Сикоку. Относится к городу Имабари в префектуре Эхиме. Высшая точка — гора Васигатодзан (436,8 м). Остров пересекает автострада Нисисэто, между Ономити в префектуре Хиросима на острове Хонсю и Имабари в префектуре Эхиме на острове Сикоку. На остров ведут два моста, являющиеся частью автострады Нисисэто, — мост Татара через пролив Хаката между островами Омисима и Икутидзима, самый длинный вантовый мост в Японии (5-й в мире), и мост Омисима между островами Омисима и Хакатадзима, самый большой арочный мост на Востоке.
В ходе оккупации жители острова Омисима оказали сопротивление попыткам американского командования захватить участок площадью около 100 гектаров для сооружения нефтехранилищ.
Главным портом острова является Мияура. Паромами остров связан с Осакикамидзима, Окамурадзима и Окуносима.
На острове в 1982—1991 гг. построена гравитационная, противопаводковая, бетонная плотина Утэна высотой 42,3 м. Объём водохранилища 1 790 000 м³. Длина по гребню плотины 225 м. Объём плотины 92 000 м³. Площадь водного зеркала 160 000 м². Вода из водохранилища является главным источником пресной воды для островов Омисима и соседнего Хакатадзима.
На острове Омисима находится Оямадзуми-дзиндзя. Синтоистское святилище было основано в 594 году, храм посвящён Ооямацуми, старшему брату японской богини солнца Аматэрасу, богу гор, морей и войн. Храм был местом паломничества самураев, которые оставляли оружие и доспехи в качестве жертвы, и является своеобразным музеем оружия. Самые древние экспонируемые образцы вооружения датируются X веком и составляют 80% самурайского оружия, объявленного национальными сокровищами Японии и важными культурными ценностями Японии. В коллекции находятся массивные одати, достигающие 180 сантиметров в длину и весящие почти пять килограммов, различные доспехи, оружие, шлемы и массивные бронзовые зеркала, некоторые из которых принадлежали известным деятелям Японии, среди которых первый сёгун Минамото-но Ёритомо, японская воительница XII века Томоэ Годзэн. Доспехи домару, которые хранятся в храме Оямадзуми, считаются доспехами, которые носила в бою Цурухимэ, которую из-за претензий на божественное вдохновение в сочетании с боевыми навыками её сравнивают с Жанной д’Арк.
Цурухимэ родилась в 1526 году. Она была дочерью Охори Ясумоти, настоятеля Оямадзуми-дзиндзя в провинции Иё. В то время острову Омисима угрожал Оути Ёситака (1507—1551), владевший регионами Кюсю и Тюгоку. В 1534 году началась война между родом Оути и родом Коно из региона Сикоку, который владел храмом Оямадзуми. Два старших брата Цурухимэ погибли на войне, а когда ей было 16 лет, её отец умер от болезни, и она унаследовала должность настоятеля. С детства Цурухимэ занималась боевыми искусствами, и когда род Оути в 1541 году в первый раз напал на остров Омисима, она возглавила вооружённое сопротивление. Она провозгласила себя воплощением Мёдзина из Мисимы (三島明神), могущественного ками святилища. Во главе армии она отбросила войска Оути обратно в море.
Оямадзуми-дзиндзя организует фестивали и шествия в честь Цурухимэ. Возглавляет шествие женщина, одетая в костюм Цурухимэ. Проводятся гонки на лодках кайдэммасэн. На праздник приезжает много людей.
На территории храма находится природный памятник «Группа кусуноки Оямадзуми-дзиндзя» (大山祇神社のクスノキ群). Двести самых старых кусуноки (камфорных деревьев) Японии окружают святилище, в том числе два возрастом 2600 и 3000 лет (нойнхоси, ныне мёртвое), украшенные священными веревками симэнава из почтения к их возрасту.
Морской музей Оямадзуми-дзиндзя (大山祇神社海事博物館, Мемориальный зал Хаяма, 葉山記念館) был открыт в 1954 году для музейного хранения судна «Хаяма-мару» (葉山丸), годзабунэ (императорской лодки), на котором император Хирохито изучал морскую биологию. Судно водоизмещением 16 т было построено в 1934 году на военно-морском арсенале Императорского флота Японии в Йокосуке как лодка для сбора проб. Было оборудовано лебёдкой для подводной выемки грунта, играло важную роль до 1941 года, когда начались бои на тихоокеанском театре военных действий Второй мировой войны. Во время Второй мировой войны использовалась как тренировочное судно в Военной академии Императорского флота Японии в Этадзиме. В период оккупации Японии судно было реквизировано Союзными войсками и служило как патрульное судно в Береговой охране Японии. В 1950 году судно было передано на императорскую виллу в Хаяме. Судно использовалось для изучения глубоководных зон и пополнения коллекции различных морских организмов. Император посещал Морскую биологическую станцию Мисаки Токийского университета в городе Миура на судне «Хаяма-мару».

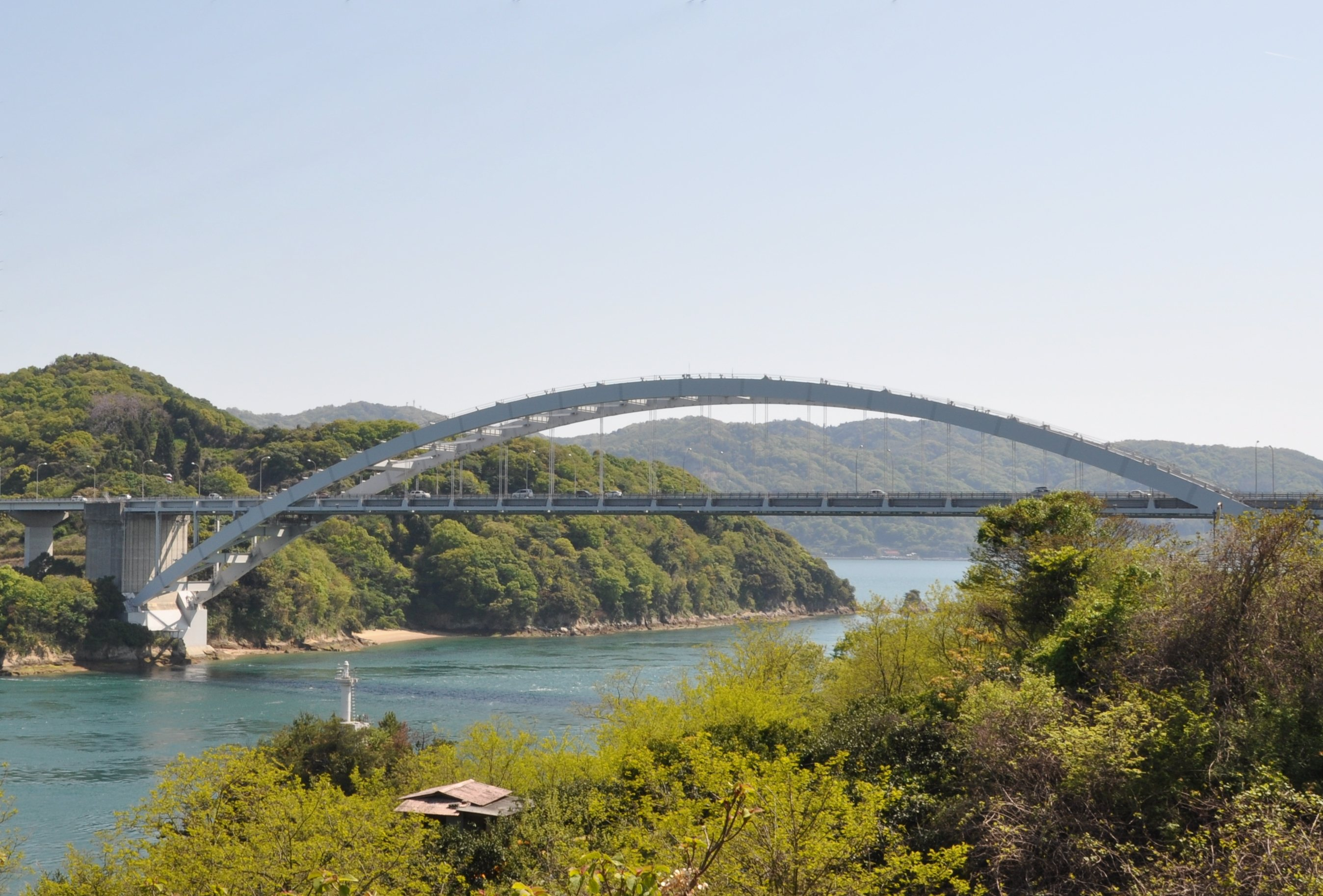
Мост Омисима[яп.]
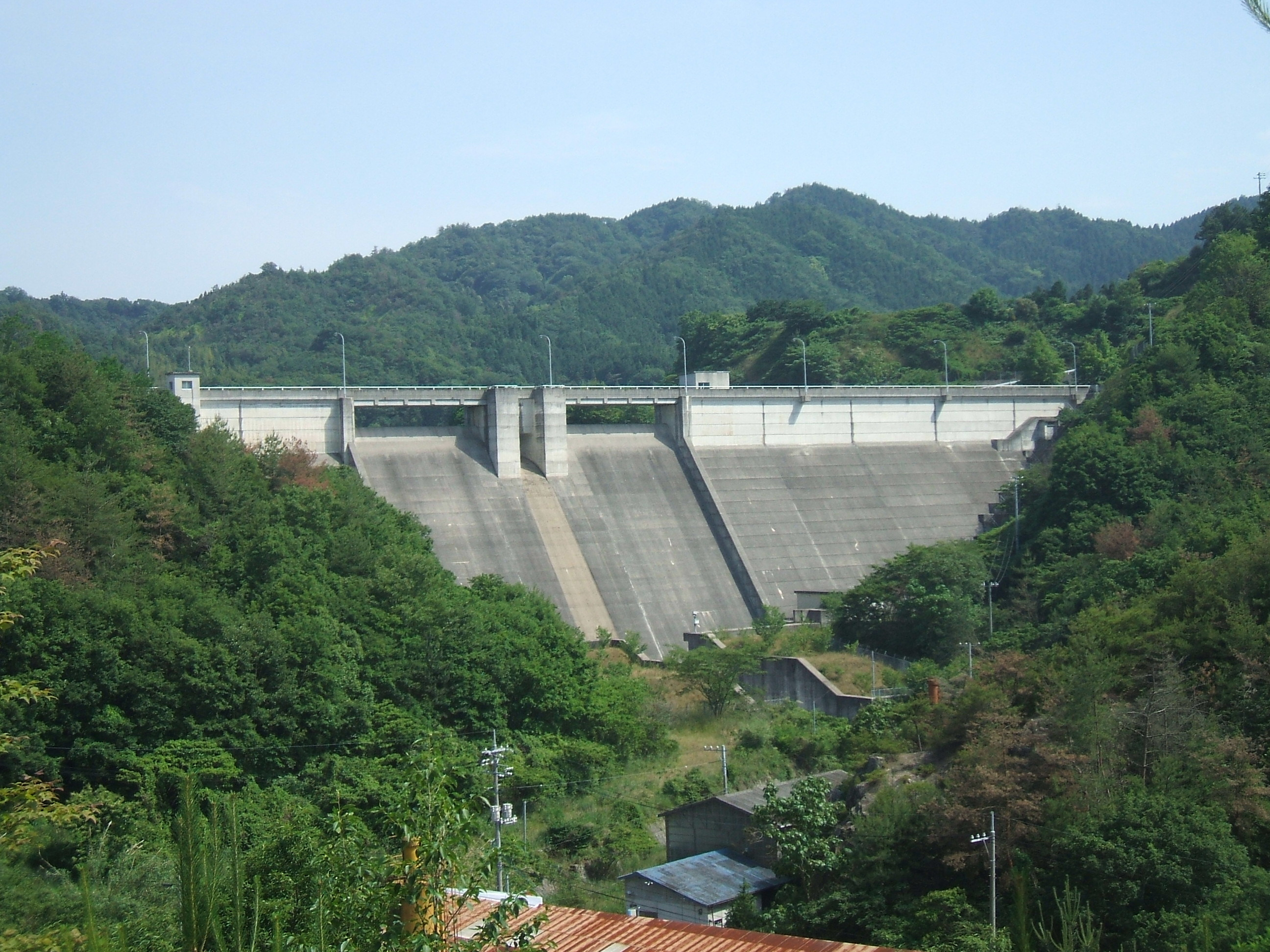
Плотина Утэна[яп.]
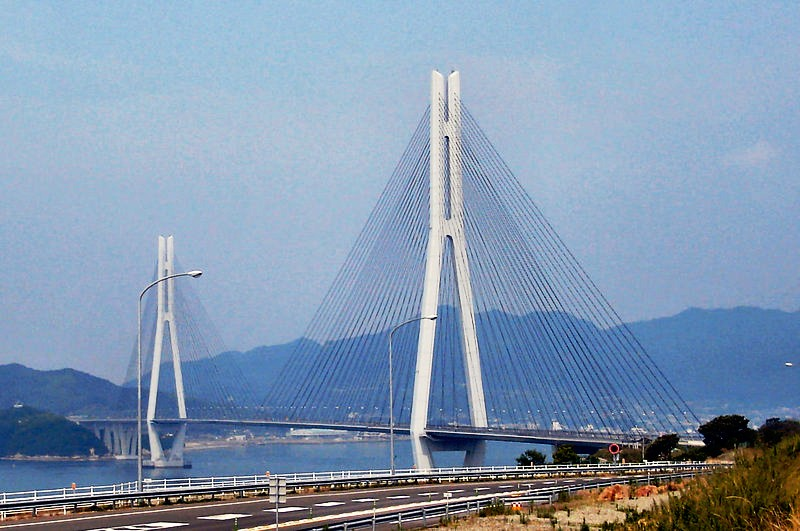
Мост Татара

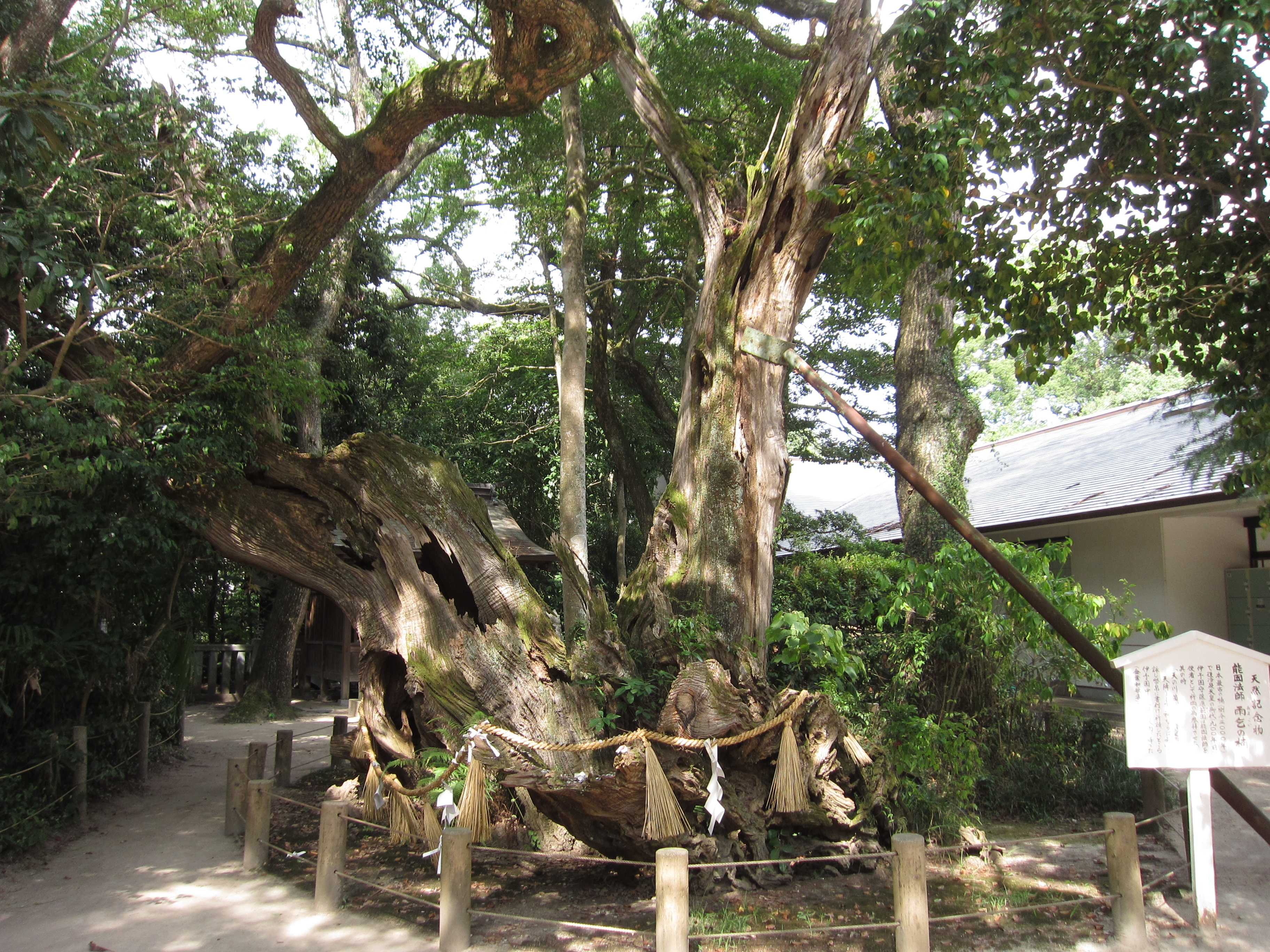
Нойнхоси[яп.] — кусуноки (камфорное дерево) Оямазуми-дзиндзя возрастом 3000 лет
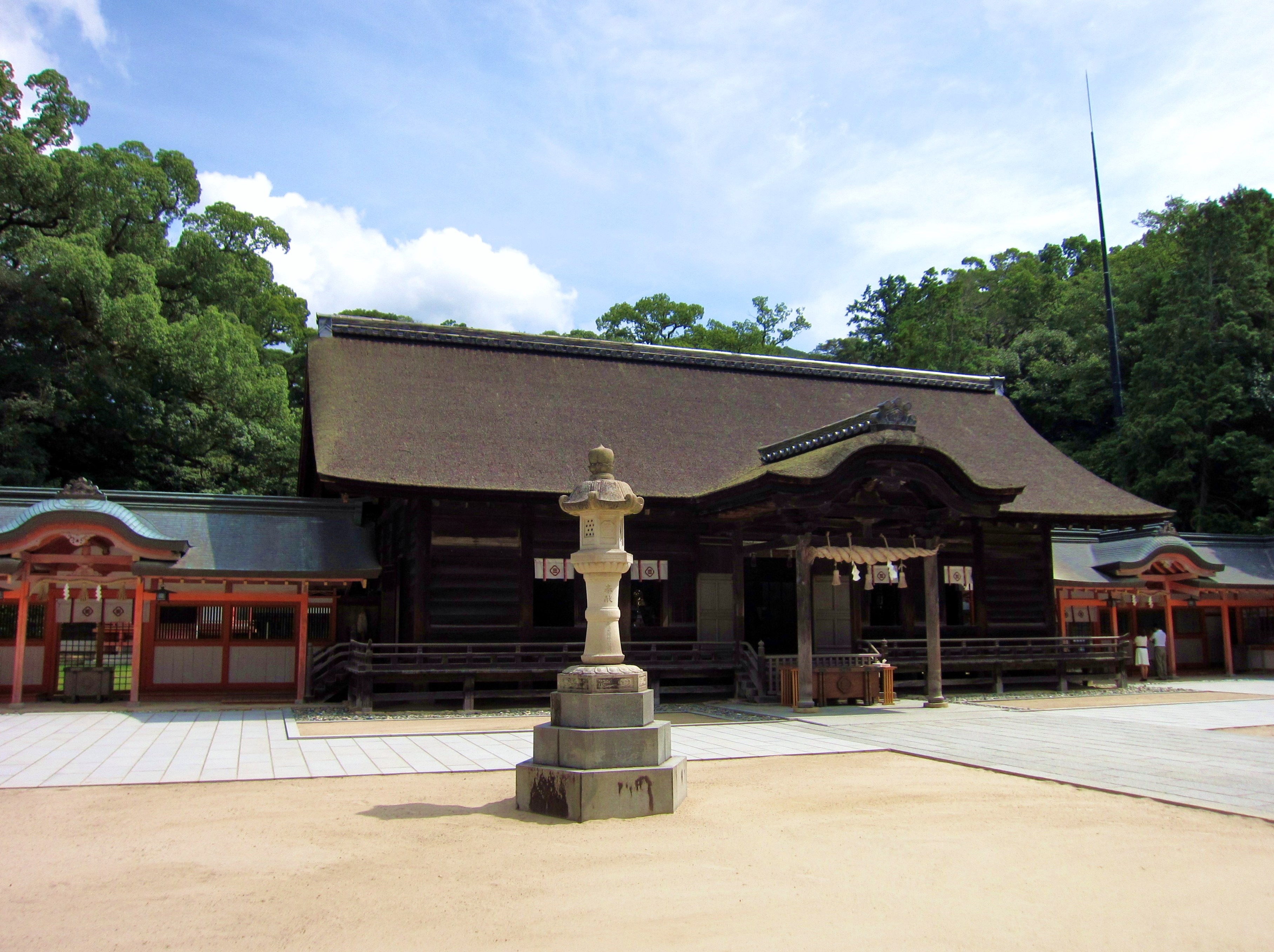
Оямадзуми-дзиндзя
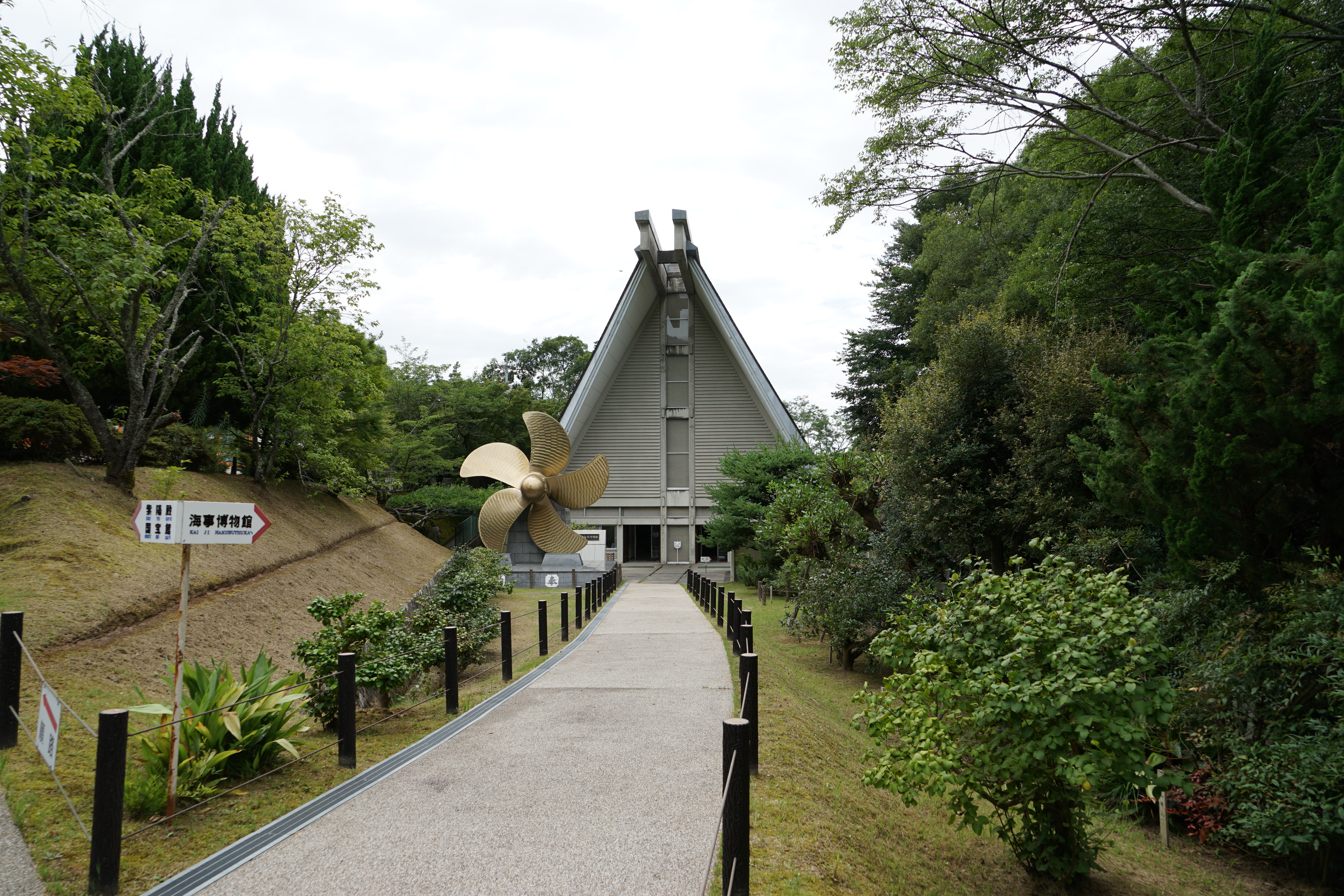
Морской музей Оямадзуми-дзиндзя